# Ștefan Secăreanu
Ștefan Secăreanu (n. 8 ianuarie 1959, în Chioselia Mare, Cahul) este un jurnalist și om politic din Republica Moldova.
În 1976 a absolvit Școala-internat nr.1 (actualul Liceu Ioan Vodă) din or. Cahul. 
În perioada 1976-1978 a lucrat în calitate de corector, reporter și secretar general de redacție în cadrul Redacției raionale „Octombrie Roșu” din Cahul. În 1983 a absolvit Facultatea de Jurnalism a Universității de Stat din Moldova. A fost redactor în cadrul Redacției literar-dramatice a Televiziunii Naționale (1983-1984), crainic al Postului Național de Radio (1984-1994), redactor-șef și director al publicației „ȚARA” (1990-2013).
Este unul dintre fondatorii Frontului Popular din Moldova (Partidul Popular Creștin Democrat), vicepreședinte al acestei organizații politice. 
În ultimii ani s-a detașat de fostul lider PPCD, I. Roșca.
A fost ales deputat în Parlamentul Republicii Moldova pe listele Frontului Popular din Moldova, Partidului Popular Creștin Democrat și Convenției Democrate din Moldova în legislaturile 1994-1998 (la 30 martie 1994 și-a depus mandatul de deputat), 1998-2001, 2001-2005, 2005-2009. A fost membru în Comisia parlamentară pentru Învățământ și Mijloacele de Informare în Masă (1998-2001), membru în Comisia parlamentară pentru Drepturile Omului și Minoritățile Naționale (2001-2005), președinte al Comisiei parlamentare pentru Drepturile Omului (2005-2009) și Coordonator Național al Planului Național de Acțiuni în Domeniul Drepturilor Omului 2004-2008.

A fost membru al Adunării Parlamentare OSCE, membru al Adunării Parlamentare NATO și membru al Adunării Parlamentare GUAM.